# Passo Lunghin
O passo Lunghin com 2 644 m de altitude, é um  passo de montanha no Cantão dos Grisões, na Suíça, com a particularidade de constituir um triponto hidrográfico.
Fica perto do passo Maloja nos Alpes Réticos Ocidentais e deve a sua importância porque é o divisor de águas dos principais cumes alpinos. De facto:
- para norte: pelo rio Julia, rio Albula, rio Reno Posterior e rio Reno, chegando ao mar do Norte;
- para sul: pelo rio Mera, lago de Como, rio Adda e rio Pó, chegando ao mar Adriático e mar Mediterrâneo;
- para oeste: pelo rio Eno e rio Danúbio, chegando ao mar Negro.

Por esta razão também é chamado o passo dos três mares.
Perto do passo ergue-se o Piz Lunghin.